# Aleksej Nikolajevič Kuropatkin
Aleksej Nikolajevič Kuropatkin (rusko Алексе́й Никола́евич Куропа́ткин) ruski general, * 29. marec (17. marec, ruski koledar) 1848, Holmsko okrožje, Pskovska gubernija, Ruski imperij, † 16. januar 1925, Šešurino, Sovjetska zveza (danes Toropecki rajon, Tverska oblast, Rusija).
Kuropatkin je bil med letoma 1898 in 1904 imperialni vojni minister Rusije in ga imajo velikokrat za odgovornega za ruske poraze v rusko-japonski vojni, še poseje za bitko pri Mukdenu in bitko pri Liaojangu. 6. decembra 1900 je prejel čin pehotnega generala, leta 1902 pa je postal generaladjutant.
1. 1 2  Историческая энциклопедия Сибири — Новосибирск: 2009. — ISBN 5-8402-0230-4
2. ↑  Куропаткин Алексей Николаевич // Большая советская энциклопедия: [в 30 т.] — 3-е изд. — Moskva: Советская энциклопедия, 1969.